# Gaussan
Gaussan (okzitanisch gleichlautend) ist eine französische Gemeinde mit 94 Einwohnern (Stand: 1. Januar 2022) im Département Hautes-Pyrénées in der Region Okzitanien; sie gehört zum Arrondissement Tarbes. Die Einwohner werden Gaussanais genannt.

## Geografie
Gaussan liegt rund 32 Kilometer nordöstlich der Stadt Tarbes am Gers im Osten des Départements Hautes-Pyrénées. Umgeben wird Gaussan von den Nachbargemeinden Laran im Norden, Monléon-Magnoac im Osten und Nordosten, Lassales und Monlong im Süden sowie Recurt im Westen.

## Bevölkerungsentwicklung
| Jahr                       | 1962 | 1968 | 1975 | 1982 | 1990 | 1999 | 2006 | 2018 |
| Einwohner                  | 193  | 191  | 176  | 179  | 162  | 157  | 132  | 105  |
| Quellen: Cassini und INSEE |      |      |      |      |      |      |      |      |

## Sehenswürdigkeiten

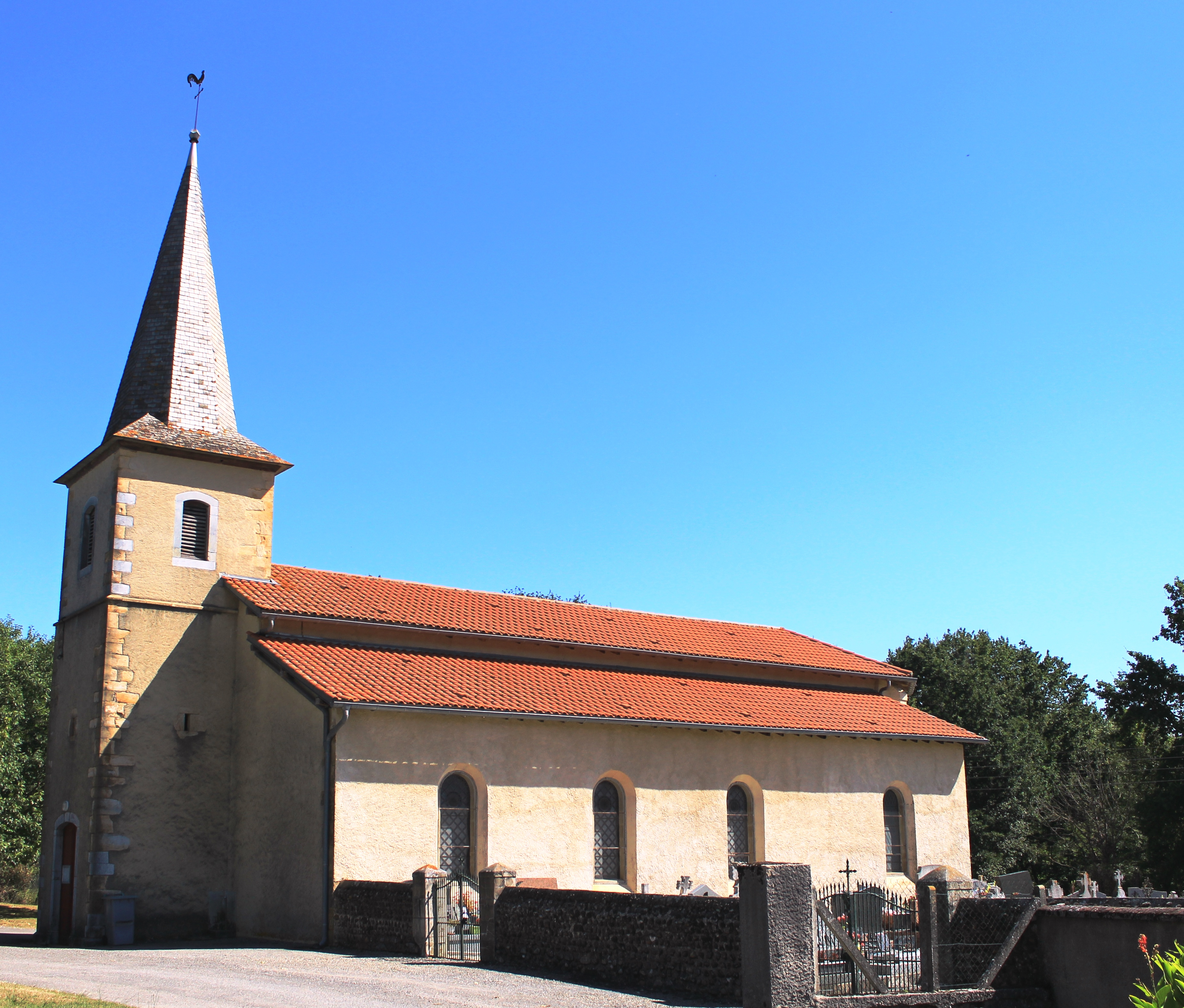
Kirche Saint-Pierre

- Kirche Saint-Pierre